# Balázs Lengyel
Balázs Lengyel (ur. 27 czerwca 1980 w Budapeszcie) – węgierski szablista, dwukrotny medalista mistrzostw świata.
W 1997 roku zdobył brązowy medal indywidualnie na mistrzostwach świata kadetów na Teneryfie. Na rozgrywanych rok później mistrzostwach świata juniorów w Valencii był drugi w zawodach drużynowych. Wynik ten powtórzył na mistrzostwach świata juniorów w South Bend w 2000 roku.
Podczas mistrzostw świata w Nîmes w 2001 roku Węgrzy w składzie: Domonkos Ferjancsik, Kende Fodor, Balázs Lengyel i Zsolt Nemcsik zdobyli srebrny medal w zawodach drużynowych. Srebro drużynowo zdobył również na mistrzostwach świata w Hawanie w 2003 roku. 
Wystartował na igrzyskach olimpijskich w Atenach w 2004 roku, gdzie drużynowo był piąty, a indywidualnie zajął osiemnaste miejsce.
Zdobył brązowy medal drużynowo na mistrzostwach Europy w Koblencji (2001) oraz srebrny drużynowo na mistrzostwach Europy w Izmirze (2006).